# Mohammed Moussaoui
Pour les articles homonymes, voir Moussaoui.
Mohammed Moussaoui, né le 1er avril 1964 à Figuig dans l'extrême-est du Maroc, est un universitaire et mathématicien  franco-marocain, maître de conférences à l'université d'Avignon. Président de l'Union des mosquées de France (UMF, créée en septembre 2013), il est depuis le 19 janvier 2020, président du Conseil français du culte musulman (CFCM), fonction qu'il avait déjà occupée de juin 2008 à juin 2013.

## Biographie
Mohammed Moussaoui a poursuivi ses études à Oujda dans l'est du Maroc. Après l'obtention de son baccalauréat en sciences mathématiques, il intègre l'université Mohammed Ier, où il obtient en 1984 son Diplôme d'études universitaires générales (DEUG) en mathématiques et physiques. Il prépare ensuite une licence de mathématiques à Rabat et sort major de sa promotion en 1986. En septembre 1986, il rejoint l'université de Montpellier en France, où il obtient en 1990 son doctorat et son agrégation de mathématiques. En 1991, il rejoint l’université d’Avignon sur un poste d’attaché temporaire d'enseignement et de recherche, puis de maître de conférences en 1992. En mars 1998, il est habilité à diriger des recherches. Il est auteur de nombreux articles et notes académiques sur différents thèmes de mathématiques.
Mohammed Moussaoui a, par ailleurs, acquis une formation en théologie et sciences islamiques auprès des oulémas de la région Est du Maroc. Il assure, depuis 1988, les prêches du vendredi dans plusieurs mosquées de France. Il a participé à de nombreuses conférences nationales et internationales sur la pensée islamique et le dialogue inter-religieux. Il est membre fondateur de la Conférence des responsables de culte en France (CRCF) créée le 23 novembre 2010 et regroupant six instances responsables du bouddhisme, des églises chrétiennes (catholique, orthodoxe, protestante), de l’islam et du judaïsme.
Il est un ancien membre de la Commission nationale consultative des droits de l'homme (CNCDH), où il est cosignataire d'un avis minoritaire en 2013 contre le mariage pour tous,.

### Présidence du CFCM
Il est membre du Conseil français du culte musulman (CFCM) depuis sa création en 2003. Lors des élections au CFCM de juin 2008, la liste du Rassemblement des musulmans de France qui représente les musulmans d'origine marocaine vivant en France obtient 43,24 % des voix et Mohammed Moussaoui est élu président du CFCM. Les élections sont marquées par le boycott de la Grande mosquée de Paris. Il est ensuite réélu président du CFCM en juin 2011 jusqu'en juin 2013. Il en est ensuite président d'honneur.
Il est de nouveau élu président du CFCM, le 19 janvier 2020. Il était le seul candidat après le désistement de son seul concurrent Chems-Eddine Hafiz, recteur de la Grande mosquée de Paris, nouvellement élu à ce poste qui avait préféré, pour encourager le « consensus » et la « concertation », soutenir Mohammed Moussaoui et se consacrer à ses nouvelles fonctions.

## Décorations
- Officier de l'ordre national du Mérite. Il est directement promu au grade d'officier pour ses 24 ans de services par décret du 15 mai 2015[7].